# Le Moulin du Rossignol
Le Moulin du Rossignol est un roman de Georges Caméra dont l’action se déroule à Grasse dans les années précédant la Première Guerre mondiale. Ce roman, inspiré de faits réels, a obtenu le Prix littéraire de la ville de Grasse en 2005,.

## L'histoire
C’est d’abord une histoire d’amour. L’amour tel qu’on peut le rencontrer tout au long de la vie des gens. Existence ponctuée par les petits faits de chaque jour. Il suffit de peu de choses un regard, deux paroles et la magie opère. C’est aussi et surtout la rencontre de deux mondes qui en ce début du vingtième siècle restent soumis à des conventions qu’on ne peut pas déroger. Lui est un tailleur de pierres fils d’immigré italien, elle, fille d’un riche parfumeur distillateur. Une rencontre scandaleuse, impossible dans un monde régi plus par des préjugés que par des règles morales. L’histoire, c’est l’éternel renouveau de la jeunesse, la quintessence de la passion. Il n’y a qu’elle et lui face à face, tout le reste n’est rien. Adieu éducation, famille, devoir, coutume rien ne résiste au torrent de la passion.

## Les personnages
- François, orphelin élevé et chéri par sa sœur n’a qu’un but faire vivre sa famille par son travail. Famille bien humble unie par les petites joies du quotidien et ayant en commun le rêve de remettre en route le vieux moulin à huile qui dort depuis des décennies, dont le mécanisme se rouille et où les souris ont élu domicile.
- Amédée  c’est lui, l’idée du moulin. Il a travaillé toute sa vie dans les campagnes, rien ne lui fait peur et les moulins à huile, il connait. Il sait qu’on peut en vivre et son amitié pour François le pousse à orienter le jeune homme, à l’aider pour s’installer et à eux deux ils  referont vivre le vieux moulin.
- Delphine, jeune fille symbolisant la femme éternelle, prête à tout pour vivre son amour au grand jour. Peu lui importe sa famille, son éducation, la classe privilégiée au sein de laquelle elle vit. Sa vraie vie, c’est son amour pour François. Il n’existe pas d’obstacles pour l’amour.
- Jean Corbarel incarne la bourgeoisie de l’époque. Entrepreneur infatigable, sûr de sa force, des valeurs qu’il défend, qu’il affiche et dont il se fait le garant. Mais il reste avant tout un homme lucide, humain, clairvoyant. Lorsqu’il apprend la liaison de sa fille avec François, ses sentiments d’hostilité et de rejet vont tout aussitôt faire place à la vérité lumineuse de l’amour.